# Greven (Észak-Rajna-Vesztfália)
Greven település Németországban, azon belül Észak-Rajna-Vesztfália tartományban. Lakosainak száma 38 321 fő (2023. december 31.).

## Népesség
A település népességének változása:
| Lakosok száma | 27 479 | 36 674 | 37 502 | 37 692 | 37 700 | 38 207 | 38 321 |
|               | 1975   | 2015   | 2017   | 2019   | 2021   | 2022   | 2023   |